# Daniel Paulista
Daniel Pollo Barion, meglio noto come Daniel Paulista (Ribeirão Preto, 5 maggio 1982), è un allenatore di calcio ed ex calciatore brasiliano con cittadinanza italiana, di ruolo centrocampista, tecnico del Sport Recife.

## Palmarès

### Giocatore

#### Competizioni statali
- Campionato Pernambucano: 3

Sport Recife: 2008, 2009, 2010
- Campionato Paraense: 1

Remo: 2025

#### Competizioni nazionali
- Coppa del Brasile: 1

Sport Recife: 2008